# Mehdi Abeid
Pour les articles homonymes, voir Abeid.
Mehdi Abeid, né le 6 août 1992 à Montreuil, est un footballeur algéro-français qui représente l'équipe d'Algérie au niveau international. Il joue au poste de milieu de terrain.

## Carrière

### Débuts

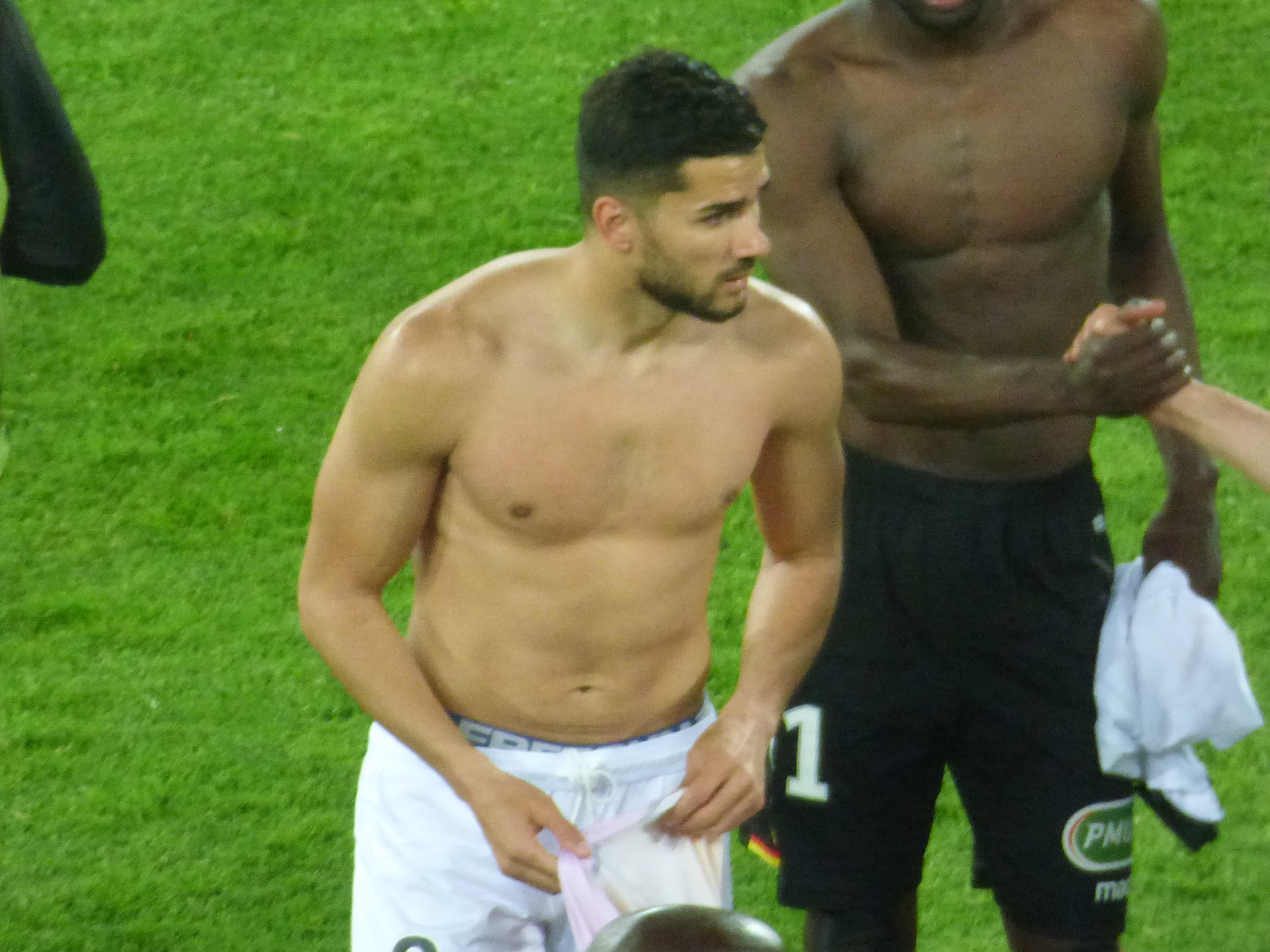
Abeid en 2019 avec Dijon FCO.

Né le 6 août 1992 à Montreuil en région parisienne de parents d'origine algérienne, Mehdi Abeid s'initie au football dans le club de Thiais FC. Après un bref passage à l'US Alfortville, il intègre le centre de formation du RC Lens où il effectue toute sa formation jusqu'en 2011. En 2007, il dispute avec la sélection de la Ligue du Nord-Pas-de-Calais la Coupe Nationale des 14 ans à Clairefontaine, en compagnie de Grégoire Puel. Son poste de prédilection est milieu offensif mais il peut aussi jouer en tant que milieu défensif.

### Newcastle United
En mai 2011, alors qu'il est convoité par Everton, l'Atletico Madrid, Rennes et Le Mans, il signe un contrat de cinq ans avec Newcastle United.
En manque de temps de jeu, lors du mercato d'hiver 2013, Abeid est prêté sans option d'achat jusqu'à la fin de la saison à St Johnstone. Après six mois en Écosse, il est de nouveau prêté pour la saison 2013-2014 au club grec du Panathinaikos.
Avec le Panathinaikos, il ouvre son palmarès en remportant son premier trophée : la coupe de Grèce. Il est titulaire durant la finale avant d'être remplacé par Abastasios Lagos à la 73e minute. Dans un rôle de milieu offensif, il inscrit 10 buts en 38 matchs.

### Panathinaikos FC
Barré par Jack Colback et Vurnon Anita à Newcastle, il retrouve le Panathinaïkos le 20 août 2015 où s'engage pour trois saisons,. Lors de la saison 2015-2016, il dispute 29 rencontres de championnat pour 22 titularisations et 3 buts inscrits. Le Panathinaïkos se classe troisième du championnat.

### Dijon FCO

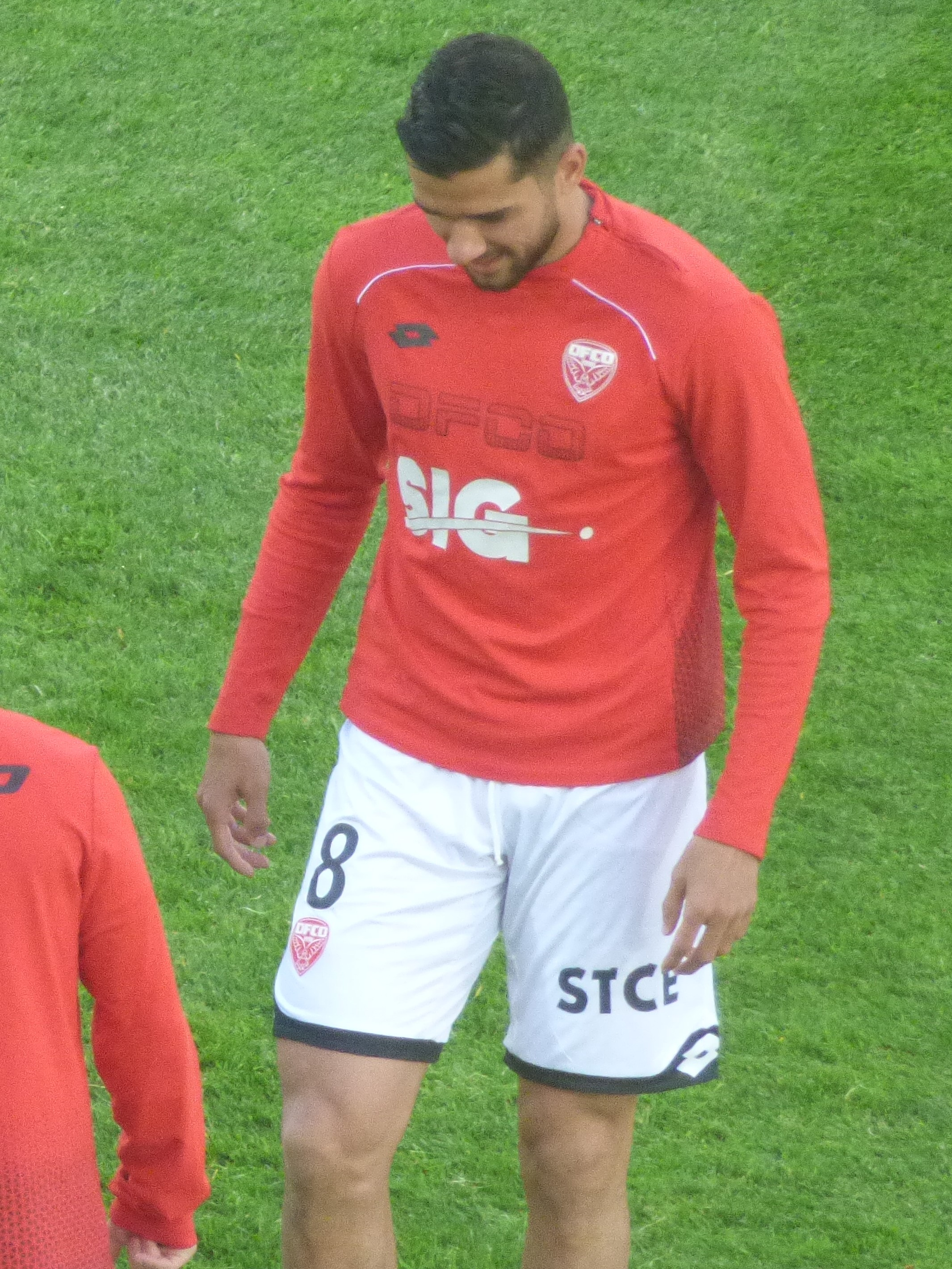
Abeid en 2019 avec Dijon FCO

Le 31 août 2016, Mehdi Abeid s'engage trois ans au Dijon FCO. Sébastien Larcier, responsable du recrutement, le définit comme un jour aux capacités de récupération importantes, très bon sur les phases de transition, qui apporte de la puissance et de la qualité technique dans l'entre-jeu. Il dispute son premier match de Ligue 1 le 10 septembre 2016 face à Angers (4e journée, défaite 3-1). Installé au milieu de terrain, il participe activement au maintien du promu, 16e de Ligue 1, prenant part à 28 rencontres, en débutant 27 et inscrivant 3 buts.
Sa saison 2017-2018 prend fin prématurément. À la suite d'un contact avec Ole Selnaes le 3 mars 2018 (28e journée, 2-2), il souffre d'une disjonction acromio-claviculaire à l'épaule droite et est indisponible jusqu'au terme de celle-ci.
Il dispute plus de 70 matches en Ligue 1 avec "Les Rouges" pour un total de six buts et trois passes décisives.

### FC Nantes
Le 29 juillet 2019, Mehdi Abeid rejoint le FC Nantes pour trois saisons, le récent champion d'Afrique avec l'Algérie portera le numéro 11 avec les "Jaunes et Verts".

### Al Nasr Dubaï & Khor Fakkan
En 28 janvier 2021, l’International algérien s’est engagé avec le club émirati d’Al Nasr Dubaï  en provenance du FC Nantes, pour un contrat d’un an et demi. Il résilie son contrat le 1 septembre 2022.  Le 25 septembre 2022, il reste aux Émirats arabes unis puisqu'il s'engage avec Khor Fakkan Club dont la durée du contrat n'a pas été communiquée. 

### Parcours en équipe nationale
Mehdi Abeid est appelé pour la première fois en équipe nationale algérienne par Christian Gourcuff le 27 octobre 2014. Ce dernier fait appel à ses services pour les confrontations face à l'Éthiopie et le Mali comptant pour la qualification à la Coupe d'Afrique des nations 2015 en Guinée équatoriale. Cependant, il doit renoncer à cette convocation, à cause d'une fracture du gros orteil contractée à l'entrainement la veille du match face à l'Éthiopie.
En juillet 2019, il remporte la Coupe d'Afrique des nations. 

## Statistiques

### En club
| Saison                | Club                   | Championnat           | Championnat | Championnat | Championnat | Coupe nationale | Coupe nationale | Coupe nationale | Coupe de la Ligue | Coupe de la Ligue | Coupe de la Ligue | Compétition(s) continentale(s) | Compétition(s) continentale(s) | Compétition(s) continentale(s) | Compétition(s) continentale(s) | Barrages | Barrages | Barrages | Total | Total | Total |
| Saison                | Club                   | Division              | M.          | B.          | P.d.        | M.              | B.              | P.d.            | M.                | B.                | P.d.              | Comp.                          | M.                             | B.                             | P.d.                           | M.       | B.       | P.d.     | M.    | B.    | P.d.  |
| 2009-2010             | RC Lens rés.           | CFA                   | 8           | 0           | 0           | -               | -               | -               | -                 | -                 | -                 | -                              | -                              | -                              | -                              | -        | -        | -        | 8     | 0     | 0     |
| 2010-2011             | RC Lens rés.           | CFA                   | 11          | 3           | 0           | -               | -               | -               | -                 | -                 | -                 | -                              | -                              | -                              | -                              | -        | -        | -        | 11    | 3     | 0     |
| Sous-total            | Sous-total             | Sous-total            | 19          | 3           | 0           | -               | -               | -               | -                 | -                 | -                 | -                              | -                              | -                              | -                              | -        | -        | -        | 19    | 3     | 0     |
| 2011-2012             | Newcastle United       | Premier League        | -           | -           | -           | 1               | 0               | 0               | 1                 | 0                 | 0                 | -                              | -                              | -                              | -                              | -        | -        | -        | 2     | 0     | 0     |
| 2012-2013             | Newcastle United       | Premier League        | -           | -           | -           | 1               | 0               | 0               | -                 | -                 | -                 | C3                             | 2                              | 0                              | 0                              | -        | -        | -        | 3     | 0     | 0     |
| 2014-2015             | Newcastle United       | Premier League        | 13          | 0           | 0           | 3               | 0               | 0               | -                 | -                 | -                 | -                              | -                              | -                              | -                              | -        | -        | -        | 16    | 0     | 0     |
| Sous-total            | Sous-total             | Sous-total            | 13          | 0           | 0           | 5               | 0               | 0               | 1                 | 0                 | 0                 | -                              | 2                              | 0                              | 0                              | -        | -        | -        | 21    | 0     | 0     |
| 2012–2013             | Saint Johnstone (prêt) | Premier League        | 12          | 0           | 3           | 1               | 0               | 0               | -                 | -                 | -                 | -                              | -                              | -                              | -                              | -        | -        | -        | 13    | 0     | 3     |
| 2013-2014             | Panathinaïkos (prêt)   | Super League          | 32          | 9           | 5           | 6               | 1               | 0               | -                 | -                 | -                 | -                              | -                              | -                              | -                              | -        | -        | -        | 38    | 10    | 5     |
| 2015-2016             | Panathinaïkos          | Super League          | 28          | 3           | 0           | 6               | 1               | 0               | -                 | -                 | -                 | -                              | -                              | -                              | -                              | -        | -        | -        | 34    | 4     | 0     |
| Sous-total            | Sous-total             | Sous-total            | 60          | 12          | 5           | 12              | 2               | 0               | -                 | -                 | -                 | -                              | -                              | -                              | -                              | -        | -        | -        | 72    | 14    | 5     |
| 2016-2017             | Dijon FCO              | Ligue 1               | 28          | 3           | 2           | -               | -               | -               | -                 | -                 | -                 | -                              | -                              | -                              | -                              | -        | -        | -        | 28    | 3     | 2     |
| 2017-2018             | Dijon FCO              | Ligue 1               | 19          | 0           | 1           | -               | -               | -               | 1                 | 0                 | 0                 | -                              | -                              | -                              | -                              | -        | -        | -        | 20    | 0     | 1     |
| 2018-2019             | Dijon FCO              | Ligue 1               | 26          | 3           | 0           | 1               | 0               | 0               | -                 | -                 | -                 | -                              | -                              | -                              | -                              | 2        | 0        | 0        | 29    | 3     | 0     |
| Sous-total            | Sous-total             | Sous-total            | 73          | 6           | 3           | 1               | 0               | 0               | 1                 | 0                 | 0                 | -                              | -                              | -                              | -                              | 2        | 0        | 0        | 77    | 6     | 3     |
| 2019-2020             | FC Nantes              | Ligue 1               | 25          | 1           | 2           | 2               | 1               | 0               | 2                 | 1                 | 0                 | -                              | -                              | -                              | -                              | -        | -        | -        | 29    | 3     | 2     |
| 2020-2021             | FC Nantes              | Ligue 1               | 18          | 0           | 0           | -               | -               | -               | -                 | -                 | -                 | -                              | -                              | -                              | -                              | -        | -        | -        | 18    | 0     | 0     |
| Sous-total            | Sous-total             | Sous-total            | 43          | 1           | 2           | 2               | 1               | 0               | 2                 | 1                 | 0                 | -                              | -                              | -                              | -                              | -        | -        | -        | 47    | 3     | 2     |
| 2020-2021             | Al Nasr Dubaï          | UAE Pro League        | 11          | 2           | 0           | 5               | 2               | 0               | -                 | -                 | -                 | -                              | -                              | -                              | -                              | -        | -        | -        | 16    | 4     | 0     |
| 2021-2022             | Al Nasr Dubaï          | UAE Pro League        | 18          | 1           | 1           | 5               | 0               | 0               | -                 | -                 | -                 | -                              | -                              | -                              | -                              | -        | -        | -        | 23    | 1     | 1     |
| Sous-total            | Sous-total             | Sous-total            | 29          | 3           | 1           | 10              | 2               | 0               | -                 | -                 | -                 | -                              | -                              | -                              | -                              | -        | -        | -        | 39    | 5     | 1     |
| 2022-2023             | Khor Fakkan            | UAE Pro League        | 23          | 3           | 3           | 3               | 0               | 1               | 2                 | 0                 | 0                 | -                              | -                              | -                              | -                              | -        | -        | -        | 28    | 3     | 4     |
| 2023-2024             | İstanbul Başakşehir    | Süper Lig             | 18          | 3           | 1           | 2               | 0               | 0               | -                 | -                 | -                 | -                              | -                              | -                              | -                              | -        | -        | -        | 20    | 3     | 1     |
| 2024-2025             | Al-Raed FC             | Saudi Pro League      | 30          | 2           | 0           | 3               | 0               | 0               | -                 | -                 | -                 | -                              | -                              | -                              | -                              | -        | -        | -        | 33    | 2     | 0     |
| Total sur la carrière | Total sur la carrière  | Total sur la carrière | 320         | 33          | 18          | 39              | 5               | 1               | 6                 | 1                 | 0                 | -                              | 2                              | 0                              | 0                              | 2        | 0        | 0        | 369   | 39    | 19    |

### En sélection nationale
| Saison                | Sélection             | Phases finales        | Phases finales | Phases finales | Phases finales | Éliminatoires CDM | Éliminatoires CDM | Éliminatoires CDM | Éliminatoires CAN | Éliminatoires CAN | Éliminatoires CAN | Matchs amicaux | Matchs amicaux | Matchs amicaux | Total | Total | Total |
| Saison                | Sélection             | Compétition           | M              | B              | Pd             | M                 | B                 | Pd                | M                 | B                 | Pd                | M              | B              | Pd             | M     | B     | Pd    |
| --------------------- | --------------------- | --------------------- | -------------- | -------------- | -------------- | ----------------- | ----------------- | ----------------- | ----------------- | ----------------- | ----------------- | -------------- | -------------- | -------------- | ----- | ----- | ----- |
| 2014-2015             | Algérie               | -                     | -              | -              | -              | -                 | -                 | -                 | 1                 | 0                 | 0                 | -              | -              | -              | 1     | 0     | 0     |
| 2015-2016             | Algérie               | -                     | -              | -              | -              | 0                 | 0                 | 0                 | 0                 | 0                 | 0                 | 1              | 0              | 0              | 1     | 0     | 0     |
| 2016-2017             | Algérie               | CAN 2017              | 1              | 0              | 0              | 1                 | 0                 | 0                 | -                 | -                 | -                 | 1              | 0              | 0              | 3     | 0     | 0     |
| 2018-2019             | Algérie               | CAN 2019              | 3              | 0              | 0              | -                 | -                 | -                 | 1                 | 1                 | 0                 | 2              | 0              | 0              | 6     | 1     | 0     |
| 2019-2020             | Algérie               | -                     | -              | -              | -              | -                 | -                 | -                 | -                 | -                 | -                 | 2              | 0              | 0              | 2     | 0     | 0     |
| 2020-2021             | Algérie               | -                     | -              | -              | -              | -                 | -                 | -                 | 3                 | 0                 | 0                 | 3              | 0              | 0              | 6     | 0     | 0     |
| Total sur la carrière | Total sur la carrière | Total sur la carrière | 4              | 0              | 0              | 1                 | 0                 | 0                 | 5                 | 1                 | 0                 | 9              | 0              | 0              | 19    | 1     | 0     |

### Matchs internationaux
Le tableau suivant liste les rencontres de l'équipe d'Algérie dans lesquelles Mehdi Abeid a été sélectionné depuis le 13 juin 2015 jusqu'à présent.

## Palmarès

### En club
| Panathinaikos (1)                                                                 | Al Nasr                                                                                     |
| --------------------------------------------------------------------------------- | ------------------------------------------------------------------------------------------- |
| - Super League : - Vice-champion : 2016 - Coupe de Grèce (1) : - Vainqueur : 2014 | - Coupe de la Ligue : - Finaliste : 2021 - Coupe des Émirats arabes unis - Finaliste : 2021 |

### En sélection nationale
Avec la sélection algérienne, Mehdi Abeid remporte la Coupe d'Afrique des nations de football 2019. 
| Algérie (1)                                           |
| ----------------------------------------------------- |
| - Coupe d'Afrique des nations (1) - Vainqueur en 2019 |

## Décorations
- Achir de l'ordre du Mérite national d'Algérie.